# Chandrapur Bagicha
Chandrapur Bagicha é uma vila no distrito de Kamrup, no estado indiano de Assam.

## Demografia
Segundo o censo de 2001, Chandrapur Bagicha tinha uma população de 5230 habitantes. Os indivíduos do sexo masculino constituem 55% da população e os do sexo feminino 45%. Chandrapur Bagicha tem uma taxa de literacia de 73%, superior à média nacional de 59,5%; a literacia no sexo masculino é de 78% e no sexo feminino é de 66%. 11% da população está abaixo dos 6 anos de idade.